# 유등 (대공왕)
대공왕 유등(代共王 劉登, ? ~ 기원전 133년)은 중국 전한의 황족·제후왕으로, 문제의 서자 대효왕 유참의 아들이다.

## 생애
문제 후2년(기원전 162년)에 아버지가 죽자 그 뒤를 이어 대왕이 되었다. 재위 29년, 무제 치세인 원광 2년(기원전 133년)에 죽어 아들 청하강왕 유의가 뒤를 이었다. 재위 8년인 기원전 154년에 오초칠국의 난이 일어났으나 가담하지 않았고, 관련된 기록은 전무하다.

## 가계
- 대효왕 유참 (아버지)
  - 대공왕 유등
    - 청하강왕 유의 (아들)
    - 이석후(離石侯) → 섭후(涉侯) 유관(劉綰)
    - 소후 유순
    - 이창강후(利昌康侯) 유가(劉嘉)
    - 인후(藺侯) → 무원후(武原侯) 유피군(劉罷軍)
    - 임하후(臨河侯) → 고유후(高俞侯) 유현(劉賢)
    - 습성후(濕[3]成侯) → 단씨후(端氏侯) 유충(劉忠)
    - 토군후(土軍侯) → 거승후(鉅乘侯) 유영객(劉郢客)
    - 고랑후(皋琅侯) 유천(劉遷)
    - 천장후(千章侯) → 하구후(夏丘侯) 유우(劉遇)[4]

대공왕 유등의 아들들은 태자 유의를 제외하고 모두 원삭 3년(기원전 126년) 정월 임술일에 봉해졌다.